# Cenote
Cenote je kraška jama, ki je v celoti ali večji del zalita z vodo. Cenoti so značilni za nizek kras tropskih območij, zlasti za mehiškem polotoku Jukatan. Je lahko podzemna jama, brezno ali udornica. Ime cenote izvira iz jezika starih Majev iz polotoka Jukatan, kjer so značilne take kraške oblike. Danes so cenoti pomembna arheološka najdišča, saj so bila ta mesta v civilizaciji starih Majev sveta mesta, kamor so metali darove. Sorodna kraška oblika je modra luknja.